# Marco Fabio Quintiliano
Marco Fabio Quintiliano (in latino Marcus Fabius Quintilianus; Calagurris Iulia Nasica, 35 circa – Roma, 96) è stato un oratore romano e maestro di retorica per la prima volta stipendiato dal fiscus imperiale.
Il suo lavoro, che fu influente nel Medioevo e nel Rinascimento, tornò al centro del dibattito scientifico alla metà del XX secolo, dopo essersi allontanato dal logicismo basato sulla teoria dell'argomentazione. Quintiliano fu autore di un importante manuale di retorica e pedagogia, l'Institutio oratoria.

## Biografia

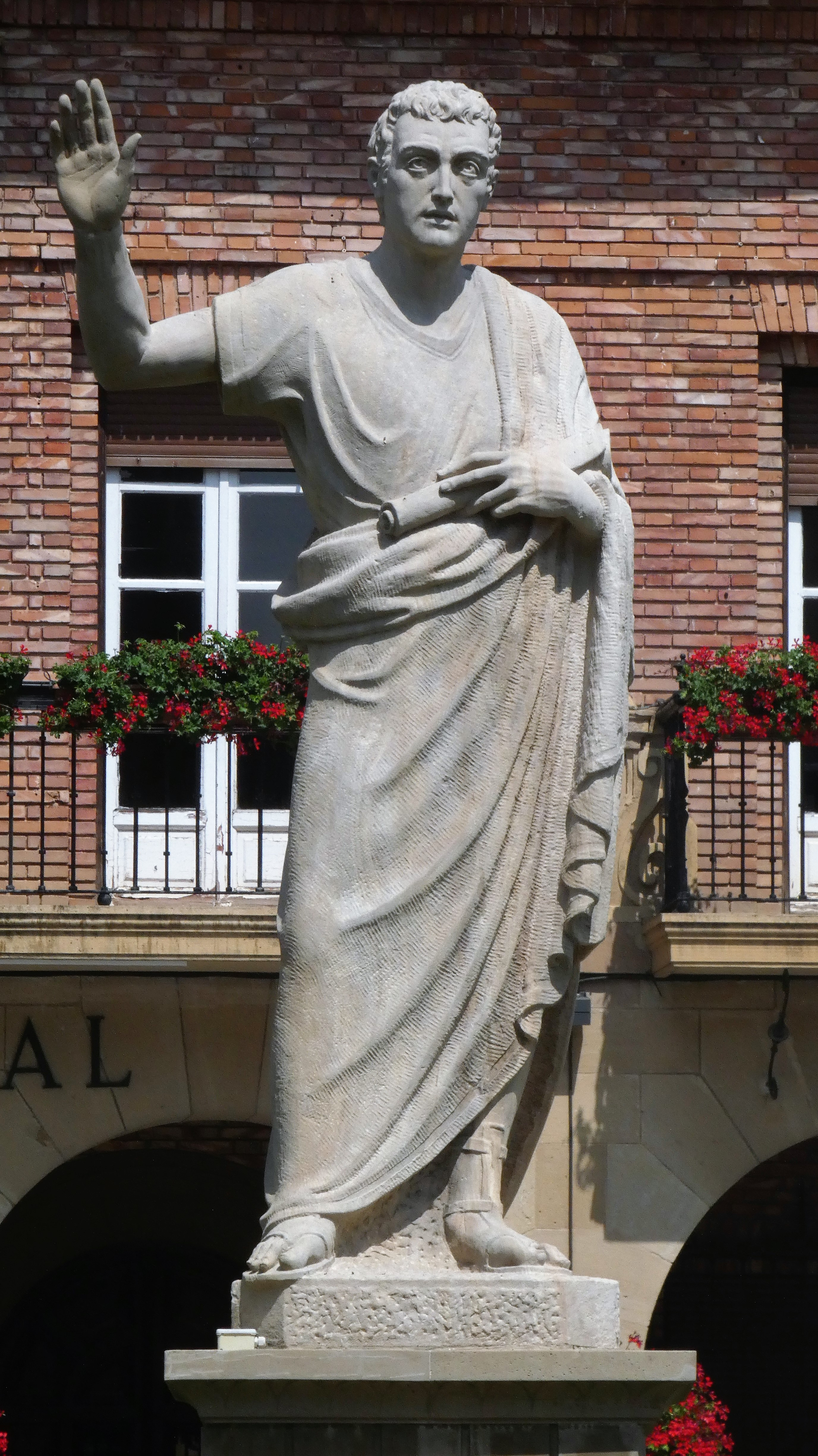
Moderno monumento a Quintiliano a Calahorra, sua città natale

Marco Fabio Quintiliano nacque attorno al 35 d.C. Si trasferì in tenera età con il padre retore a Roma dove poté seguire lezioni di Remmio Palèmone e di Domizio Afro. Inoltre, poté conoscere il filosofo Lucio Anneo Seneca, la cui influenza sui giovani egli considerò deleteria. Finiti gli studi, ritornò in Spagna, dove poté restare fino al 68, esercitando la professione di maestro di retorica; in seguito a quella data, venne ricondotto a Roma da Sulpicio Galba, che in quel medesimo anno divenne imperatore.
Giunto a Roma nel 68, vi esercitò probabilmente l'avvocatura e, soprattutto, incominciò la sua attività di maestro di retorica, con tanto successo che nel 78 Vespasiano gli affidò quella che può ben dirsi la prima cattedra statale di eloquenza in assoluto. L'imperatore gli accordò un onorario annuo di 100.000 sesterzi, dando un concreto riconoscimento all'importanza dell'arte retorica nella formazione della gioventù e della futura "classe dirigente". Dopo vent'anni d'insegnamento, decise di abbandonare l'incarico e si dedicò alla stesura, in un primo momento, di un dialogo in cui espose la propria posizione sulla crescente corruzione dell'arte dell'eloquenza (l'opera perduta De causis corruptae eloquentiae) e, poi, dell'opera più importante, l'Institutio oratoria, dove loda l'amico Giulio Secondo per il suo stile elegante e afferma che, se fosse vissuto più a lungo, avrebbe ottenuto la reputazione di oratore illustre agli occhi dei posteri.
Ma se la vita pubblica di Quintiliano fu abbastanza agiata, quella privata fu turbata da gravi sventure domestiche, come la morte della moglie giovanissima e di due figli in tenera età.
Fra i suoi numerosi allievi, ebbe Plinio il Giovane e, forse, Tacito; Domiziano lo incaricò nel 94 dell'educazione dei suoi nipoti, cosa che gli valse gli ornamenta consularia, ovvero il titolo di console, nonostante non avesse mai rivestito nel corso della propria vita questa carica. Morì nel 96 d.C. a Roma, nello stesso anno in cui Domiziano venne ucciso in una congiura.

## Opere
Di Quintiliano è andato perduto un trattato, De causis corruptae eloquentiae, così come le Artes rethoricae, sorta di dispense. Per la sua professione d'avvocato, dovette anche scrivere delle orazioni, anch'esse andate perdute, delle quali si conosce però la buona opinione che si erano guadagnate presso i contemporanei.
Molto probabilmente spurie sono due raccolte di "declamazioni" (maiores e minores) tramandate sotto il suo nome. 

### Institutio oratoria

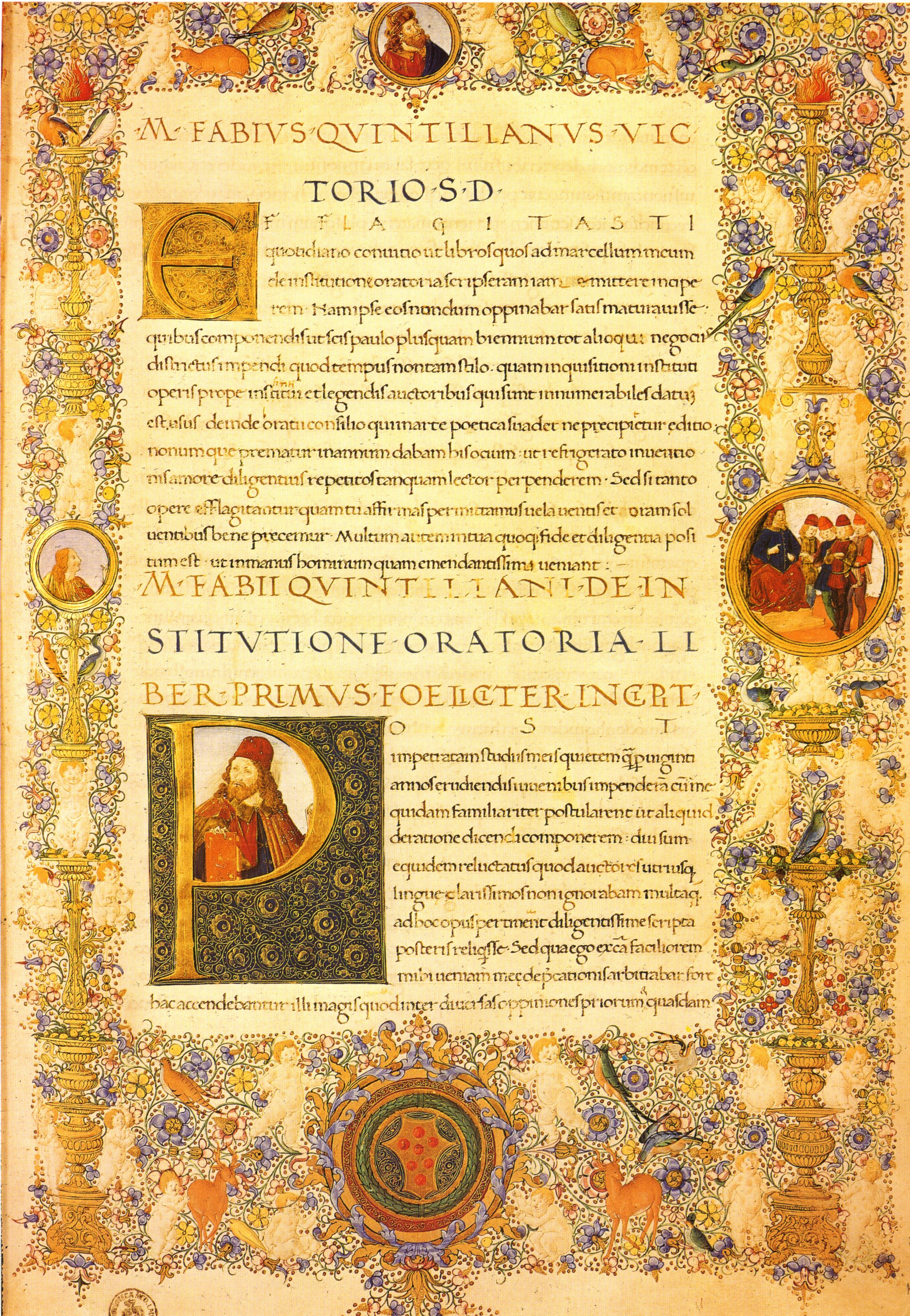
LInstitutio oratoria in un manoscritto conservato nella Biblioteca Medicea Laurenziana di Firenze, 1476

Il suo capolavoro - dedicato all'amico Marco Vitorio Marcello, funzionario della corte di Domiziano, per l'educazione del figlio Geta è l'Institutio oratoria (90-96 d.C.), cioè "la formazione dell'oratore" e del futuro uomo politico, che compendia l'esperienza di un insegnamento durato vent'anni (dal 70 al 90 ca). Scopo di quest'opera è fungere da manuale per coloro che vogliano impegnarsi nell'ars oratoria, ma la Institutio oratoria è anche un trattato denso di insegnamenti pedagogici e suggerimenti didattici.
Qui propone una pedagogia illuminata e innovativa, correggendo il modello tradizionale. Per esempio, è contrario alle punizioni corporali, considerandole controproducenti al processo educativo. Poi ha una attenzione particolare nei confronti delle inclinazioni personali e proprie del bambino.
La pedagogia si basa su un processo sistematico, che non si sviluppa per "assaggi" o frammenti, ma si basa su una programmazione ben precisa e congegnata, per questo definita "enciclopedica", che punta cioè alla formazione generale dell'allievo. È un metodo graduale, che procede  dal più semplice al più complesso, dal generale alla definizione e continuo perché non ha un inizio e una fine ma dovrebbe durare tutta la vita.
In questo lavoro interagiscono, oltre che l'educatore, l'alunno stesso, la scuola (che è una sorta di piccola società), la famiglia. Quintiliano riconosce nella figura materna un ruolo fondamentale nella formazione del bambino: la madre, nei primi anni di vita del figlio, deve impegnarsi il più possibile a parlar bene, in modo corretto, per far sì che non si creino lacune a livello linguistico già in tenera età. È concezione rivoluzionaria per certi punti di vista, in quanto la figura della donna era poco considerata, per quanto concerne questi compiti.
È definita una pedagogia perfettiva: Quintiliano pensa e crede che ogni bambino possa diventare come Alessandro il Macedone, cioè la perfezione. Una figura da ammirare, per le sue gesta e soprattutto perché fu allievo di Aristotele (uno dei punti di riferimento di Quintiliano). Seneca invece criticò questo aspetto, perché riteneva l'immagine di Alessandro Magno totalmente immorale, spregiudicata, diseducativa, un brutto esempio da seguire in quanto il peggior modello di persona e di condottiero.
È una pedagogia della parola: vero che afferma che il bambino possa diventare tutto ciò che desideri, qualsiasi tipo di persona, però l'obiettivo finale della pedagogia proposta da Quintiliano è quella di formare il perfetto oratore.
Il testo integrale dell'opera, conosciuto solo in parte nel Medioevo, si deve alla scoperta di Poggio Bracciolini.

#### L'oratore ideale
Per Quintiliano l'oratore ideale è il vir bonus dicendi peritus cioè, come insegnava Catone, l'uomo onesto abile nel parlare più che soltanto il tecnico esperto dell'arte oratoria. Nel suo tentativo particolare di "recupero formale" della retorica Quintiliano si oppone, da un lato, agli eccessi del "Nuovo Stile", cioè della nuova prosa di tipo senecano e allo stile acceso delle declamazioni che mirano a "movere", a suscitare forti sentimenti, più che a "docere", ad ammaestrare, dall'altro, al troppo scarno modello arcaico. Propone invece il modello di Cicerone da cui riprende il progetto di una vasta e approfondita educazione culturale da cui possono anche mancare gli studi filosofici. Cicerone come esempio di sanità di espressione ed insieme di saldezza di costumi, reinterpretato ai fini di un'ideale equidistanza fra asciuttezza e ampollosità ovvero di un equilibrato contemperamento dei tre stili "subtile", "medium" e "grande". Il suo metodo d'insegnamento però non raggiunse i risultati proposti poiché i suoi discepoli come Plinio il Giovane si adeguarono alla tecnica oratoria del loro tempo nell'uso di uno stile oratorio ampolloso e ridondante di figure retoriche.

### De causis corruptae eloquentiae
Nel perduto saggio De causis corruptae eloquentiae (90 d.C.), Quintiliano affrontava un problema già trattato in precedenza da Seneca il Vecchio e da Petronio e che verrà riproposto, qualche anno dopo, da Tacito. Il trattato è andato perduto, ma è possibile ricostruirne le linee di fondo.
Diversamente da Seneca il Vecchio e da Tacito, che misero in relazione la decadenza dell'oratoria con il più generale declino della società romana, Quintiliano attribuiva la crisi dell'oratoria innanzitutto alla carenza di buoni insegnanti, poi al nuovo stile che era prevalso nelle scuole di retorica, e che egli vedeva rappresentato soprattutto da Seneca, in terzo luogo alla degenerazione dei costumi ed al deterioramento del gusto e dello stile, e infine alla moda delle declamazioni (principale esercizio pratico di preparazione all'attività pubblica oratoria) impostasi nei decenni precedenti.
Quintiliano non era ostile alle declamazioni in quanto tali: ne ammetteva l'utilità quale esercitazione oratoria, ma era contrario alla centralità che esse avevano assunto nelle scuole di retorica dell'epoca.